# Trasllat de les relíquies de Sant Vicenç
El trasllat de les relíquies de Sant Vicenç és un fet que va passar a la meitat del segle ix quan la cerca de relíquies de sants era corrent a Europa. Els diversos episodis del fet foren narrats pel monjo Aimó del monestir de Saint-Germain-des-Prés que ho va escriure a petició del seu abat.
El 855 Hildebert, monjo de l'abadia de Conques al Roergue, va tenir la inspiració d'anar a València per portar les relíquies del màrtir sant Vicenç de València (anomenat també sant Vicenç d'Osca) i va agafar com a company de viatge un altre monjo de nom Audald. Malalts pel camí, finalment només Audald va poder seguir el camí i va arribar a València on va trobar les relíquies del màrtir que es va emportar; es va dirigir a Saragossa on Senyor, bisbe de la ciutat, les va agafar sense saber que eren les de sant Vicenç. Audald va tornar llavors a Conques on va explicar el que havia passat, però no fou cregut i el monjo, tractat d'impostor, va haver d'anar a un altre monestir amb permís de l'abat. Es va establir al monestir de Sant Benet de Castres on era abat Gilbert, successor d'Helisacar; els monjos del monestir si que van creure a Audald i van decidir anar a buscar les relíquies a Saragossa.
Un dels intents va acabar amb la portada de les relíquies de sant Jordi i sant Aureli: Els religiosos de l'abadia de Castres s'havien assabentat que les relíquies de sant Vicenç (que fou el seu patró), eren a Saragossa procedents de València (on el sant havia patit el martiri) que estava sota domini musulmà, i van enviar (858) a dos monjos, Usuard -autor d'un martirologi- i un altre, amb una carta de Carles el Calb per aconseguir les relíquies; passant per Borgonya van comunicar l'encàrrec que tenien al marquès Humfrid de Gòtia el govern del qual anava fins a la frontera amb els musulmans (Illis tunc in partibus principantem). Humfrid residia en aquell moment a Borgonya on tenia terres i es va comprometre a ajudar els monjos, i els va donar carta de recomanació pel seu govern i un criat per acompanyar-los i guiar-los; en arribar a Viviers van tenir notícies que les relíquies de Vicenç haurien estat traslladades a Benevent a Itàlia, i el bisbe d'Uzès Wallafrid els ho va confirmar, però els dos monjos no en van fer cas i van seguir la ruta arribant a Barcelona anant a trobar a Sunifred, que era el vescomte i governant en absència d'Humfrid, al que van informar i van exposar el seu desig d'anar a territori musulmà i agafar les relíquies de Vicenç o altres si aquestes no hi eren. Sunifred els va voler dissuadir però sense èxit i van decidir anar a Còrdova on hi havia hagut una persecució i es podien trobar algunes relíquies. Finalment el vescomte i el bisbe de Barcelona Ataülf els van comunicar el nom d'un cristià de Còrdova que els assistiria i allotjaria. Es va escriure a Humfrid per demanar carta de recomanació per al seu amic Abdiluvar (Abd al-Awar), governador musulmà de Saragossa, la protecció del qual podia facilitat el viatge. Efectivament Abdiluvar va rebre els dos monjos i els va portar segurs fins a Còrdova on van restar a prop de dos mesos i on van obtenir dels cristians del país i del bisbe local Saül les relíquies dels sants Jordi, Aureli i Natàlia que havien estat martiritzats durant la persecució d'Abd al-Rahman (+852); amb les relíquies van tornar cap a Saragossa on després d'agrair a Abdiluvar la seva protecció i generositat i aquest els va donar salva-conductes per tornar a Barcelona. aquí va passar dos dies i van marxar llavors cap a Narbona i cap a Besiers i en aquesta ciutat van depositar temporalment els ossos sagrats a l'oratori de Nostra Senyora. El vescomte de Besiers, Guerí, que era amic i parent dels religiosos, els va allotjar durant un mes; els vescomte tenia un escuder de nom Bricti que estava paralític des de feia dos anys i ja tenia el cos cobert de llagues i va recórrer al poder de les relíquies dels màrtirs quedant curat; el mateix Guerí, afectat de dolors, fou curat per l'efecte dels ossos dels màrtirs i en agraïment va donar escorta als dos religiosos i als ossos fins al Vivarès. Usuard i el seu company es van separar del camí marcat per anar a marcar la seva devoció per sant Andeol, màrtir tanmateix i visitar el lloc on s'exposaven les seves relíquies; després van passar a Argilli a Borgonya, prop de Beaune, on estava Humfrid de Gòtia i li van agrair la seva protecció, i després van marxar carregats de regals.
El 863 amb el suport del comte Salomó d'Urgell i Cerdanya, que negociava un tractat de pau amb els musulmans, van iniciar els passos per la portada de les relíquies. Salomó va anar a Còrdova i es va queixar que el bisbe de Saragossa havia fet aturar i retenia el cos d'un dels seus parents de nom Sunyer, que feia transportar de l'emirat cap a Gòtia, i va demanar una orde per Abd-Al·lah, el governador de la ciutat, per obligar al bisbe a retornar el cos. Salomó va haver de fer diversos regals a cortesans per aconseguir que la cort cordovesa accedís a la seva petició, i llavors es va dirigir a Saragossa. Ja havia advertit als monjos de Castres que anessin a aquesta ciutat a esperar-lo. Abd-Al·lah, amb l'empenta d'alguns regals que se li van entregar, va executar l'orde rebuda i va fer entregar a Senyor el cos que mantenia en dipòsit; els religiosos que havien anat a Saragossa el van portar ràpidament al seu monestir acompanyats del comte Salomó que els va voler acompanyar. Segons el monjo Aimó, autor del relat, les relíquies van operar diversos miracles durant la ruta, especialment un miracle a Livia, prop de Carcassona, en una església de la vila que estava sota advocació del màrtir.
En aquell temps el costum era que les dones no podien entrar a les esglésies dels monestirs i només podien pregar als oratoris que generalment es construïen a la part exterior del claustre. Els religiosos de Castres per atendre a la pietat de la població van dipositar les relíquies a la capella de Nostra Senyora, veïna del monestir, per així poder ser objecte d'adoració per tothom, mentre es construïa una església sota advocació del sant amb entrada lliure per persones dels dos sexes. Tots els pobles de la rodalia van contribuir a la construcció i centenars de persones anaven a visitar les relíquies el que va fer el lloc molt cèlebre. Helisacar, bisbe de Tolosa, acompanyar del clergat i del poble, i va anar en pelegrinatge i va baixar del cavall a uns 15 km fent la resta del viatge a peu i sense sabates.